# Parc national de Miguasha

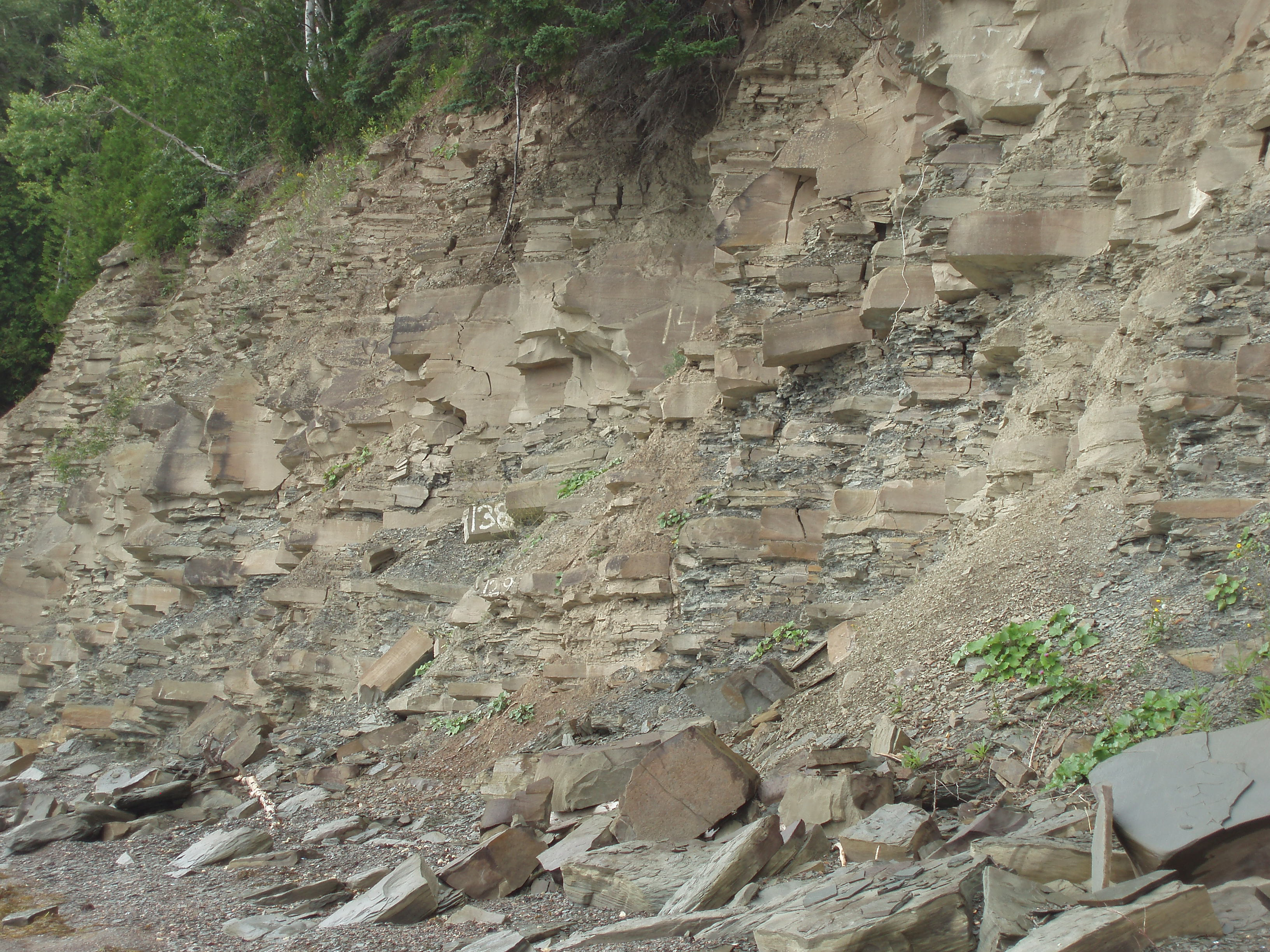
Fossilienfundstätte im Park

Der Parc national de Miguasha ist der flächenmäßig kleinste der aktuell 27 Nationalparks in der kanadischen Provinz Québec. Dort entspricht ein Parc national allerdings dem, was in den übrigen Provinzen und Territorien ein Provinzpark (Provincial Park) ist. Der Park wird von Sépaq (französisch Société des établissements de plein air du Québec bzw. englisch Society of outdoor recreation establishments of Quebec) betrieben. Sein Name leitet sich von einer Bezeichnung der Mi’kmaq ab, die ‚Megouasag‘ lautet, was übersetzt ‚rotes Kliff‘ oder ‚rote Felswand‘ bedeutet.

## Lage, Aufgaben
Der Park liegt auf dem Gebiet der Gemeinden Nouvelle und Escuminac in der Grafschaftsgemeinde Avignon im Süden der Region Gaspésie–Îles-de-la-Madeleine. Das Gebiet wurde unter Schutz gestellt, weil hier große Mengen an Fossilien aus dem Devon, dem „Zeitalter der Fische“ zu Tage treten. Dem Vogelschutz dienen der benachbarte Pointe à Fleurant mit einer Fläche von 353 ha im Süden und die Escuminac-Flats (419 ha) im Südosten. In einem weiteren Gebiet von Privatgrundstücken im Umfang von 775 ha ist jede private Fossiliensuche strikt verboten. 

## Fossilienfundstätte, Museum
Die Fossilienstätte wurde bereits 1842 entdeckt. Zum Parkgebiet gehören zwei Formationen. Die ältere Formation von Escuminac entstand vor 380 Millionen Jahren an einem gewaltigen Strom. Zahlreiche Fossilien fanden sich, darunter von mehr als 20 Fischarten. Allein bis 1998 wurden mehr als 14.000 Fossilien geborgen. Im Juni 2003 eröffnete ein eigens zur Aufnahme, Erhaltung und Präsentation der Funde konzipiertes Museum seine Pforten. Seit 1999 gehört der Park wegen seiner Fossilienfunde zum Weltnaturerbe der UNESCO.